# São Domingos das Dores
São Domingos das Dores – miasto i gmina w Brazylii, w stanie Minas Gerais. Znajduje się w mezoregionie Vale do Rio Doce i mikroregionie Caratinga.